# DMX
Ерл Сі́ммонс (англ. Earl Simmons; 18 грудня 1970, Маунт-Вернон, Нью-Йорк, США — 9 квітня 2021, Вайт-Плейнс, Нью-Йорк, США), відоміший під псевдонімом DMX (від Dark Man X) — американський хіп-хоп виконавець та актор. Шість його альбомів поспіль дебютували на першій сходинці хіт-параду Billboard 200, що є безпрецедентним феноменом. DMX також знявся в декількох фільмах, найвідоміші з яких – "Ромео повинен померти", "Наскрізні поранення" і "Від колиски до могили".

## Ранні роки
Народився 18 грудня 1970 року в Маунт-Верноні, штат Нью-Йорк. Його батько покинув сім'ю, коли Ерл був маленьким, і він виховувався в інтернаті в Йонкерсі, штат Нью-Йорк. Велику частину юності він провів у в'язниці. DMX почав свою кар'єру в Йонкерсі, де він був МС разом зі своїми друзями The Lox і DJ Clue. Його псевдонім був узятий від назви драм-машини «Oberheim DMX», пізніше він розшифровував як «Dark Man X».

## Музична кар'єра
Перший опублікований трек DMX «Born Loser» пролунав на радіо в 1992 році.
В 1997 році DMX підписує контракт з лейблом Def Jam, а в 1998 виходить його сингл «Get at Me Dog», що став дуже успішним. Його перший альбом, It's Dark and Hell Is Hot в травні 1998 очолює чарт Billboard і розходиться накладом понад 4 мільйонів копій. Потім вийшли Flesh of My Flesh, Blood of My Blood (1998) і ...And Then There Was X (1999), які повторюють успіх першого альбому. 2001 року, вражений смертю бабусі, записує свій четвертий альбом The Great Depression.
У 2001 році на екран виходить фільм «Наскрізні поранення», де він зіграв одну з головних ролей. Також там прозвучала одна з його пісень.
У 2004 році репер видав себе за агента ФБР і напав на Сергія Пріпоріна, за що потім 3 місяці сидів у в'язниці. У квітні 2009 року суд зобов'язав DMX виплатити компенсацію в розмірі 240 тис. доларів родині Пріпоріних.
У 2003 році DMX видає п'ятий альбом Grand Champ і оголошує, що це, можливо, буде його останній альбом. Він бере перерву на 3 роки, щоб бути разом зі своєю сім'єю і через конфлікт з Def Jam. Наступний його альбом, Year of the Dog... Again, виходить в 2006 році на лейблі Sony. У 2007 Def Jam випускає збірку The Definition of X.
У грудні 2007, DMX укладає контракт з незалежним лейблом Bodog Music і працює над новим альбомом Walk With Me Now And You'll Fly With Me Later.
DMX також знявся в декількох фільмах, найвідоміші з яких — «Ромео повинен померти» і «Ніколи не вмирай поодинці».
10 грудня 2008 року DMX був заарештований в будинку відомого продюсера Скотта Сторча в Маямі за зберігання наркотиків, підробку документів та жорстоке поводження з тваринами. 4 травня 2009 року він був звільнений з в'язниці штату Аризона, в якій він відбував 90-денний термін. Також по ходу відбування ув'язнення у репера неодноразово виникали проблеми з правоохоронцями. Одного разу він жбурнув у офіцера в'язниці тацю з їжею, що було розцінено як напад. Реперу могли додати термін ув'язнення до 8 років.
18 листопада 2010 року репер був арештований за порушення випробувального терміну, а точніше не відзначився в офіцера поліції. Після цього суд вирішив перевести DMX'а в психіатричну лікарню. Репера посадили до в'язниці через несплату податків, йому дали 1 рік суворого режиму. Також Ерл був гостем програми на BET Hip-Hop Awards 2011, виступаючи разом з Swizz Beatz. 11 вересня 2012 року DMX випускає свій сьомий, і останній за життя альбом Undisputed.
У січні 2019 Ерл вийшов на волю після року відсиджування у в'язниці.
13 жовтня 2019 року в офіційному твіттері нью-йоркського МС з'явилося повідомлення про те, що він скасував ряд запланованих виступів і звернувся за допомогою в реабілітаційний центр. Візит в подібний заклад став не першим для репера, раніше він проходив курс лікування у 2017 році. Офіційна заява представників DMX звучить наступним чином: "У зв'язку з тим, що DMX дав обіцянку насамперед зберігати тверезість і піклується про свою сім'ю, він самостійно звернувся в реабілітаційний центр за допомогою. Він перепрошує за всі скасовані виступи та дякує фанатам за постійну підтримку ". У зв'язку з вищевказаними подіями X скасував виступи на концерті-возз'єднання групи Three 6 Mafia, а також на фестивалі Rolling Loud New York.
28 травня 2021 року вийшов останній (і перший посмертний) альбом DMX Exodus. 2023 року Cleopatra Records, колишній лейбл репера, видав два сингли «Halloween from L.A. to Miami» та «Silent Night», зроблені з частковим використанням штучного інтелекту.

## Особисте життя
DMX був християнином, за його словами, він читав Біблію кожен день. Перебуваючи у в'язниці, DMX заявив, що у нього була мета перебувати там: "Я прийшов сюди, щоб зустрітися з кимось … Не знаю, хто це був, але я дізнаюся, коли побачу його. І я прийшов сюди, щоб передати йому повідомлення. Послання полягає в тому, що Ісус любить його". DMX був перехідним дияконом в Християнській церкві та прагнув стати посвяченим в сан пастора, заявивши, що він отримав релігійний заклик в 2012 році.
DMX був батьком п'ятнадцяти дітей. Він одружився з Ташерою Сіммонс в 1999 році, вони були у відносинах протягом одинадцяти років. У липні 2010 року, після свого першого з трьох тюремних ув'язнень в тому році, Ташера оголосила про їхнє розлучення. DMX стверджував, що вони залишалися друзями. Його п'ятнадцята дитина, Ексодус Сіммонс, народився від його подруги Дезіре Ліндстром 16 серпня 2016 року.
У DMX було кілька позашлюбних зв'язків під час його шлюбу з Ташерою, від деяких з яких з'явилися діти. Аналіз ДНК підтвердив, що він є батьком щонайменше двох дітей; перший народився у мешканки Меріленда Монік Вейн у 2004 році, другий – у іншої жінки наприкінці 2008 року. DMX спростовував твердження Вейн, що він був батьком її сина. Вона неодноразово подавала на нього до суду за наклеп і виплату аліментів. Після того як аналіз довів, що DMX є батьком її дитини у 2007 році, йому наказали виплатити Вейн 1,5 мільйона доларів. 30 липня 2013 року DMX подав на банкрутство, пославшись на свої зобов'язання по виплаті аліментів. Ця заявка була оскаржена програмою піклувальників по нагляду за банкрутством Міністерства юстиції та пізніше була відхилена Американським судом у справах про банкрутство в Манхеттені 11 листопада 2013 року.

### Проблеми зі здоров'ям
DMX відкрито говорив про свою пристрасть до креку, він почав приймати його, коли йому було 14 років після того, як викурив сигарету з марихуаною, змішану з ним. Він також стверджував, що у нього біполярний розлад.
10 лютого 2016 року DMX був знайдений без свідомості на паркуванні готелю Ramada Inn в Йонкерсі. Він був реанімований і отримав наркан, перш ніж його терміново доставили в лікарню. Свідок сказав, що DMX проковтнув якусь речовину перед тим, як звалився на землю, проте поліція не виявила ніяких заборонених речовин на території готелю. Ерл заявив, що це був напад астми.
Вранці 9 квітня 2021 року в Сіммонса відмовили легені, печінка, нирки, а також ряд інших органів. Пізніше того ж дня його оголосили померлим.

## Смерть
3 квітня 2021 року DMX переніс серцевий напад, спровокований передозуванням наркотиків в своєму будинку в Нью-Йорку. Він був терміново доставлений в лікарню в Уайт-Плейнс, де, за словами його друзів, Ерл перебував у вегетативному стані, за даними інших джерел, у нього зберігалася невелика мозкова активність. Його госпіталізація викликала реакцію від інших артистів, таких як Ja Rule, Емінем, Snoop Dogg, Swizz Beatz, Chance the Rapper, Міссі Елліотт і Ріка Росса.
3 квітня адвокат репера Мюррей Річман підтвердив, що DMX перебував на системі життєзабезпечення. Пізніше в той же день Річман заявив, що він відключений від неї і дихає самостійно, однак в цей же вечір адвокат сказав, що Ерл залишається на системі та що йому "дали невірну інформацію". В ту ж ніч таблоїдне журналістське видання TMZ, вперше яке повідомило про госпіталізацію, заявило, що DMX відчував кисневе голодування мозку протягом 30 хвилин, коли парамедики намагалися реанімувати його. 4 квітня менеджер репера Накія Уокер сказала, що він перебуває в "вегетативному стані" з "легеневою і мозковою недостатністю". 7 квітня його менеджер Стів Ріфкінд заявив, що DMX в коматозному стані, лікарі проведуть тести, щоб визначити функціональність мозку, що дозволить його сім'ї "визначити, що для нього буде краще з-поміж усього".
DMX помер 9 квітня 2021 року у віці 50 років після зупинки серця, згідно із заявою, опублікованою його сім'єю. Незадовго до смерті у репера відмовили легені, нирки і печінка.
Останній сингл DMX "X Moves" вийшов на лейблі Cleopatra Records за кілька годин до підтвердження його смерті. Пісню записано за участю Ієна Пейса, Стіва Гау та Бутсі Коллінза.

## Дискографія
Студійні альбоми
- It's Dark and Hell Is Hot (1998)
- Flesh of My Flesh, Blood of My Blood (1998)
- ...And Then There Was X (1999)
- The Great Depression (2001)
- Grand Champ (2003)
- Year of the Dog... Again  (2006)
- Undisputed (2012)
- Exodus (2021)

## Нагороди й номінації
Греммі
| Рік  | Номінація                        | Нагорода                     | Результат |
| ---- | -------------------------------- | ---------------------------- | --------- |
| 2001 | ...And Then There Was X          | Кращий реп-альбом            | Номінація |
| 2001 | "Party Up (Up in Here)"          | Накраще сольне реп-виконання | Номінація |
| 2002 | "Who We Be"                      | Накраще сольне реп-виконання | Номінація |
| 2022 | "Bath Salts" (разом Nas & Jay-Z) | Краща реп-пісня              | Номінація |

American Music Award
| Рік  | Номінація | Нагорода                 | Результат |
| ---- | --------- | ------------------------ | --------- |
| 2000 | DMX       | Улюблений хіп-хоп-артист | Перемога  |
| 2001 | DMX       | Улюблений хіп-хоп-артист | Номінація |

MTV Video Music Award
| Рік  | Номінація               | Нагорода             | Результат |
| ---- | ----------------------- | -------------------- | --------- |
| 1999 | "Ruff Ryders' Anthem"   | Краще реп-відео      | Номінація |
| 2000 | "Party Up (Up in Here)" | Краще реп-відео      | Номінація |
| 2001 | "No Sunshine"           | Краще відео з фільму | Номінація |
| 2002 | "Who We Be"             | Краще реп-відео      | Номінація |
| 2002 | "Who We Be"             | Краще відео-прорив   | Номінація |
| 2006 | "Touch It"              | Краще реп-відео      | Номінація |
| 2006 | "Touch It"              | Краще чоловіче відео | Номінація |

Billboard Music Award
| Рік  | Номінація | Нагорода               | Результат |
| ---- | --------- | ---------------------- | --------- |
| 1999 | DMX       | Кращий R&B-артист року | Перемога  |